# Туляходжаев, Назим Турабович
Назим Туляходжаев, узб. Nozim To‘laxo‘jayev, Нозим Тўлахўжаев (4 января 1951, Ташкент) — советский и узбекский кинорежиссёр, актёр и сценарист.

## Биография
Родился в интеллигентной семье; отец — народный поэт Узбекистана Тураб Тула (узб. Turob To‘la), а мать Тамара Хачатурова — врач. Сестра, Мухаббат Туляходжаева — узбекский театральный критик, театральный педагог.
С детства снимался в эпизодических ролях в различных фильмах.
После окончания школы в 1970 году поступил на режиссёрский факультет Института театрального искусства имени Луначарского в Москве. После окончания учёбы служил в армии, после чего начал работать на киностудии «Узбекфильм». Одной из первых успешных работ стал мультфильм с постапокалиптическим сюжетом «Будет ласковый дождь» по сюжету одноимённого рассказа Рэя Брэдбери. Позднее, также по мотивам Брэдбери, он снял полнометражный фильм «Вельд».
За время работы на «Узбекфильме» Туляходжаев снял много мультфильмов как сценарист и режиссёр, завоевал призы на нескольких международных конкурсах.
Как актёр он снялся во многих фильмах и сериалах. Продолжает работать как актёр и режиссёр до настоящего времени (2020-е гг.)
Назиму Туляходжаеву присвоено звание «Заслуженный работник культуры Узбекистана».
Женился поздно, в возрасте около 50 лет, однако брак продлился 10 лет.

## Фильмография

#### Сценарист
- 1984 — Будет ласковый дождь
- 1987 — Вельд
- 1992 — Счастливый принц
- 1997 — Цветы на поляне
- 2006 — Подружки
- 2008 — Счастье Машкоба
- 2009 — Письмо

#### Режиссёр
- 1979 — Озеро в пустыне
- 1980 — Всходы
- 1980 — Сказка о яблоне
- 1982 — Идол
- 1983 — Щенок и семеро гусят
- 1984 — Будет ласковый дождь
- 1987 — Вельд
- 1992 — Лицо
- 1997 — Цветы на поляне
- 1999—2002 — Алпомиш (сериал)
- 2006 — Птица
- 2008 — Счастье Машкоба
- 2008 — Влюблённый горбун
- 2009 — Соколиная охота
- 2010 — Фархад и Ширин
- 2011 — Свадьба
- 2012 — Легенда о Шираке
- 2014 — Зарб
- 2017 — Ох, Салима, Салима!

#### Оператор
- 1982 — Идол

#### Актёр
- 1967 — Под пеплом огонь — Одноклассник Рустама
- 1976 — Мой старший брат
- 1977 — Дом под жарким солнцем — Эркин
- 1978 — Любовь и ярость — Баррак
- 1979 — Берегись! Змеи! — Джуманияз Сабайдулаев, жених Айши
- 1980 — Каждый третий — Рахим
- 1981 — Встреча у высоких снегов (мини-сериал) — Джума Саидов
- 1985 — Созвездие любви — Фарух
- 1989 — Шакалы
- 1989 — Кодекс молчания — Салим Камалов
- 1990 —  Динозавры XX века — Гоги (в титрах не указан)
- 1991 — Яр — Аксютка
- 1991 — За всё надо платить
- 1992 — Камми — Тэма
- 1996 — Маргиана
- 1997 — Я хочу
- 1998 — Маленький лекарь
- 2000 — Алпомыш
- 2003 — Спецназ 2 (мини-сериал) — Давлет-хан
- 2003 — Мальчики в небе
- 2004 — Мальчики в небе 2 — Отец Бахтиёра
- 2004 — Небо и земля (сериал)
- 2005 — Хранитель: Легенда об Омаре Хайяме — Командир турков
- 2006 — Покушение
- 2006 — Родина
- 2007 — Юрта
- 2007 — Прости — Алишер
- 2007 — Застава (мини-сериал)
- 2008 — Игра
- 2008 — Безмолвие
- 2008 — Суперневестка — Карен, отец Дианы
- 2010 — Постскриптум
- 2011 — Осий банда
- 2011 — Немой дом
- 2012 — Мир
- 2013 — Турист — Отец Рухшоны
- 2014 — Геолог: Сильнее смерти
- 2014 — Волчонок в раю
- 2015 — Правда в моей душе
- 2019 — Имам Абу Исо Мухаммад Термизий
- 2019 — Абу Иса Мухаммад ат-Термизи
- 2019 — Томирис — Гибар